# Comitatul Hartford, Connecticut
Comitatul Hartford, conform originalului din engleză,  Hartford  County, este unul din cele  8 comitate ale statului american  Connecticut.

## Comitate limitrofe
- Comitatul Hampden, statul  Massachusetts—la nord
- Comitatul Litchfield, statul  Connecticut—la vest
- Comitatul New Haven, Connecticut—la sud-vest
- Comitatul Middlesex, Connecticut—la sud
- Comitatul New London, Connecticut—la sud-est
- Comitatul  Tolland, Connecticut—la est

## Demografie
Evoluția demografică:
| Anul | Populație | % ±   |
| ---- | --------- | ----- |
| 1900 | 195.480   | —     |
| 1910 | 250.182   | 28,0% |
| 1920 | 336.027   | 34,3% |
| 1930 | 421.097   | 25,3% |
| 1940 | 450.189   | 6,9%  |
| 1950 | 539.661   | 19,9% |
| 1960 | 689.555   | 27,8% |
| 1970 | 816.737   | 18,4% |
| 1980 | 807.766   | -1,1% |
| 1990 | 851.783   | 5,4%  |
| 2000 | 857.183   | 0,6%  |

|  | Graficele sunt indisponibile din cauza unor probleme tehnice. Mai multe informații se găsesc la Phabricator și la wiki-ul MediaWiki. |

Date: Wikidata - grafică realizată de Wikipedia